# تویوتا کورولا (ای۱۲۰)

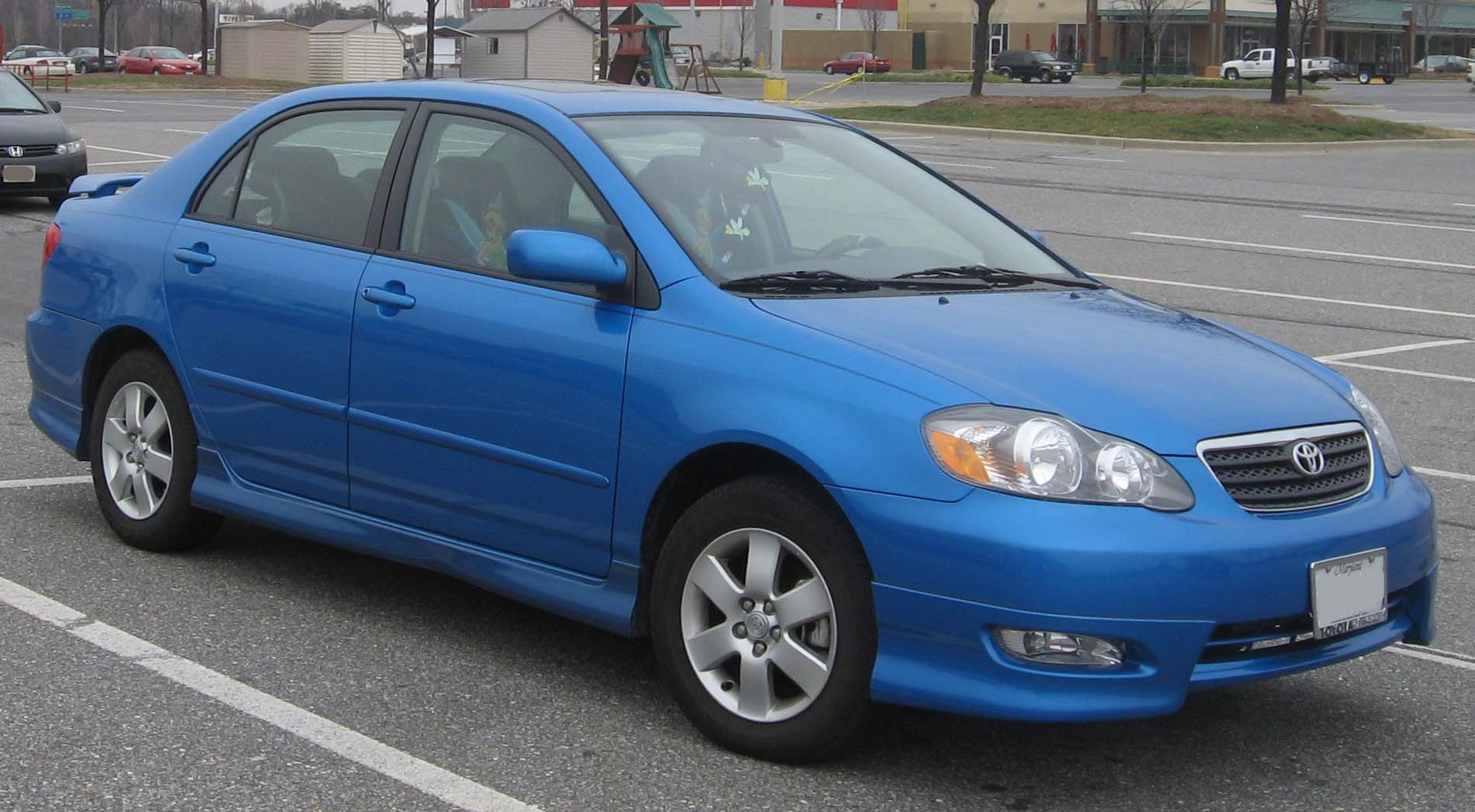

تویوتا کورولا (ای۱۲۰) (Toyota Corolla (E120)) خودرویی است که از سال ۲۰۰۰ تا ۲۰۰۶ در تویوتا، آیچی، ژاپن، ایالات متحده آمریکا، دوربان، آفریقای جنوبی، بریتانیا، آداپازاری، ترکیه، تیانجین، جمهوری خلق چین، تایپه، جمهوری چین، جمهوری چین، بنگالورو، هند، شاه عالم، مالزی، کراچی، پاکستان، داکا، بنگلادش، فیلیپین، تایلند، ویتنام، برزیل، ونزوئلا، اندونزی، کانادا و آرژانتین تولید شده‌است.
طراحی آن خودروهای موتور جلو-محور جلو بوده طول آن در حالت طبیعی ۴٬۳۷۰ میلیمتر (۱۷۲٫۰ اینچ)، عرض آن در حالت طبیعی ۱٬۷۷۰ میلیمتر (۶۹٫۷ اینچ) و ارتفاع آن در حالت طبیعی ۱٬۶۲۰ میلیمتر (۶۳٫۸ اینچ) است.